# Театр на Потсдамской площади

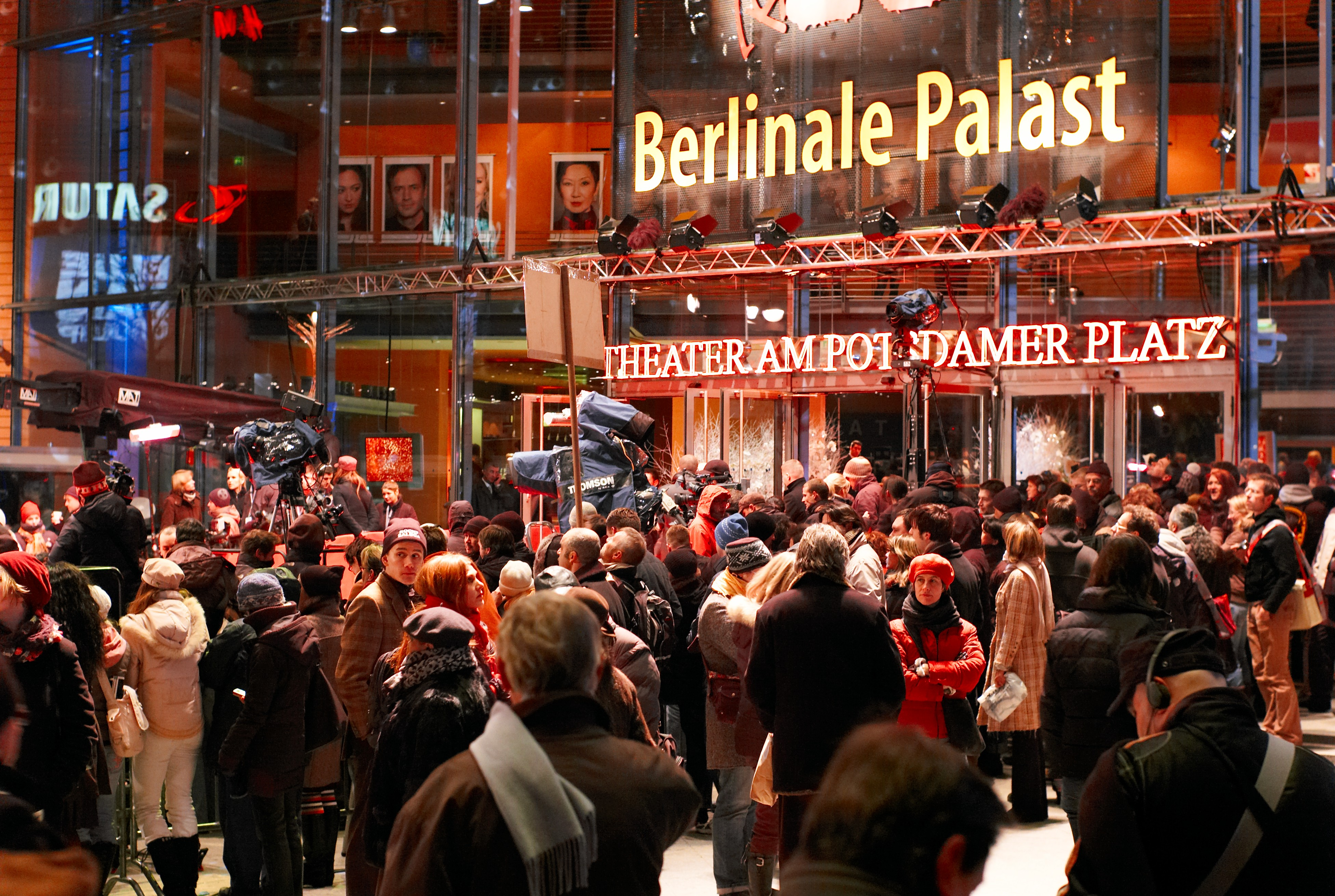
Ежегодно в феврале Театр на Потсдамской площади принимает Берлинский кинофестиваль

«Театр на Потсдамской площади» (нем. Theater am Potsdamer Platz) — театр в Берлине, Германия.
Здание театра мюзиклов на Марлен-Дитрих-плац (нем. Marlene-Dietrich-Platz) в Берлине, построенное по проекту именитого архитектора Ренцо Пьяно, открылось 5 июня 1999 года. В зрительном зале театра может разместиться до 1800 человек, это один из крупнейших театров Берлина. Сейчас театром владеет голландская продюсерская компания «Стейдж Энтертейнмент».
До июля 2002 года в Театре на Потсдамской площади шёл мюзикл «Горбун из Нотр-Дама». Впервые премьера мюзикла «Disney Theatrical Productions» состоялась не на Бродвее и не на Вест-Энде, а в Берлине. После постановки вебберовских «Кошек» в мае 2004 года в театре прошла европейская премьера перформанса «Blue Man Group». С марта по сентябрь 2007 года в «Театре на Потсдамской площади» шёл мюзикл «Красавица и чудовище». 21 октября 2007 года в присутствии Бьёрна Улвеуса и Анни-Фрид Люнгстад состоялась премьера мюзикла «Mamma Mia!». С января 2011 года в Театре идёт оригинальный немецкий мюзикл о временах Берлинской стены «Hinterm Horizont», в котором звучат песни знаменитого немецкого рок-музыканта Удо Линденберга. Певец лично присутствовал на премьере.
Начиная с 2000 года ежегодно в феврале «Театр на Потсдамской площади» принимает Берлинский кинофестиваль. В это время театр носит название «Дворец Берлинале». Здесь проходит показ фильма, открывающего кинофестиваль, и награждение лауреатов.